# Wereldkampioenschappen baanwielrennen 1939
De wereldkampioenschappen baanwielrennen 1939 werden van 26 augustus tot en met 3 september 1939 gehouden in het Italiaanse Milaan. Er stonden twee onderdelen op het programma, een voor beroepsrenners en een voor amateurs. Door het uitbreken van de Tweede Wereldoorlog werd de finale bij de beroepssprinters tussen Arie van Vliet en Jef Scherens afgelast.

## Uitslagen

### Beroepsrenners
| Onderdeel | Goud            | Goud            | Zilver          | Zilver          | Brons          | Brons          |
| --------- | --------------- | --------------- | --------------- | --------------- | -------------- | -------------- |
| Sprint    | niet uitgereikt | niet uitgereikt | niet uitgereikt | niet uitgereikt | Albert Richter | nazi-Duitsland |

### Amateurs
| Onderdeel | Goud        | Goud      | Zilver        | Zilver | Brons          | Brons          |
| --------- | ----------- | --------- | ------------- | ------ | -------------- | -------------- |
| Sprint    | Jan Derksen | Nederland | Italo Astolfi | Italië | Gerhard Purann | nazi-Duitsland |

### Medaillespiegel
| Plaats | Land           | Goud | Zilver | Brons | Totaal |
| 1      | Nederland      | 1    | 0      | 0     | 1      |
| 2      | Italië         | 0    | 1      | 0     | 1      |
| 3      | nazi-Duitsland | 0    | 0      | 2     | 2      |
| Totaal | Totaal         | 1    | 1      | 2     | 4      |

Edities

1893 ·
1894 ·
1895 ·
1896 ·
1897 ·
1898 ·
1899 ·
1900 ·
1901 ·
1902 ·
1903 ·
1904 ·
1905 ·
1906 ·
1907 ·
1908 ·
1909 ·
1910 ·
1911 ·
1912 ·
1913 ·
1914 ·
1915 · 1916 · 1917 · 1918 · 1919 ·
1920 ·
1921 ·
1922 ·
1923 ·
1924 ·
1925 ·
1926 ·
1927 ·
1928 ·
1929 ·
1930 ·
1931 ·
1932 ·
1933 ·
1934 ·
1935 ·
1936 ·
1937 ·
1938 ·
1939 ·
1940 · 1941 · 1942 · 1943 · 1944 · 1945 ·
1946 ·
1947 ·
1948 ·
1949 ·
1950 ·
1951 ·
1952 ·
1953 ·
1954 ·
1955 ·
1956 ·
1957 ·
1958 ·
1959 ·
1960 ·
1961 ·
1962 ·
1963 ·
1964 ·
1965 ·
1966 ·
1967 ·
1968 ·
1969 ·
1970 ·
1971 ·
1972 ·
1973 ·
1974 ·
1975 ·
1976 ·
1977 ·
1978 ·
1979 ·
1980 ·
1981 ·
1982 ·
1983 ·
1984 ·
1985 ·
1986 ·
1987 ·
1988 ·
1989 ·
1990 ·
1991 ·
1992 ·
1993 ·
1994 ·
1995 ·
1996 ·
1997 ·
1998 ·
1999 ·
2000 ·
2001 ·
2002 ·
2003 ·
2004 ·
2005 ·
2006 ·
2007 ·
2008 ·
2009 ·
2010 ·
2011 ·
2012 · 
2013 · 
2014 · 
2015 · 
2016 · 
2017 · 
2018 · 
2019 · 
2020 · 
2021 · 
2022 · 
2023 ·
2024 ·
2025 ·

Onderdelen

Achtervolging (individueel) · 
afvalkoers · 
keirin · 
koppelkoers · 
omnium · 
ploegenachtervolging · 
puntenkoers · 
scratch · 
sprint · 
teamsprint ·  
tijdrijden

Voormalig:
stayeren ·
tandem